# カヴァルケード
『カヴァルケード』（原題・英語: Cavalcade）は1933年のアメリカ映画で、ロングランした舞台劇（Cavalcade）を映画化したもの。日本で最初に公開された際の邦題は『大帝国行進曲』で、再公開された際に『カヴァルケード』に改題された。フランク・ロイド監督。ダイアナ・ウィンヤード主演。イギリスの上流階級の歴史を描いている。第6回アカデミー賞で作品賞、監督賞、室内装置賞を受賞、主演女優賞にノミネートされた。

## あらすじ
「歴史のうねりの中で
　ある家族の幸福と悲劇を
　妻であり母である女性の目を通し
　描かれた物語である」
1899年、20世紀の直前の大晦日の夜から、1932年大晦日の夜までを大英帝国（イギリス）とともに「カヴァルケード」（「大行進」）していく、ロンドンのある家族の物語。各時代の世相や事件、流行がロバートと妻ジェーンのマリヨット家の歩みに重ねあわされる。ブリッジス家の方はアルフレッドと、妻のエレンがマリヨット家に召使いとして仕えている。
- 1899年　ボーア戦争
  - ジェーン・マリヨットの夫ロバートと、マリヨット家の召使いアルフレッド・ブリッジスが、南アフリカのマフェキンへ出征
  - アルフレッドとエレンの娘、ファニー・ブリッジスはまだ乳児

- 1901年ヴィクトリア女王の逝去

- 1902年　ボーア戦争終戦
  - エドワード、ジョーイ、エディス・ハリスがおもちゃ遊びでけんか
  - ロバートとアルフレッドの帰還
  - ブリッジス一家が独立し、ロンドンでパブをはじめる

- 1908年　アルフレッドの乱れ
  - ファニーがジェーンらにダンスを披露
  - アルフレッド、馬車にはねられて死亡

- 1910年　ビーチ
  - ダンス大会でファニーが優勝
  - エドワードがエディスにプロポーズ

- 1912年4月14日　エドワードとエディス、豪華客船タイタニック号での新婚旅行
  - エドワード、エディス死亡

- 1914年　世界大戦（第一次世界大戦）勃発
  - ロバート出征、ジョーイも出征を決意
  - ジョーイ、ショー・レストランでファニーに出会う。その後、出兵

- 1915年、1916年、1917年　続く戦争

- 1918年
  - ジョーイ、休暇をもらい一時帰還。ファニーやジェーンと会う
  - エレン、ファニーとジョーイの結婚の相談をしに、ジェーンのもとへ
  - 終戦直前、ジョーイ死亡
  - 第一次世界大戦終戦、ロバート帰還

- 1920年代 戦後の堕落・混乱した社会
  - 歌うファニー。「20世紀ブルース」

- 1932年 大晦日
  - ロバートとジェーン、「蛍の光」[1]とともに歩んできた道のりを振り返る

## キャスト
- ジェーン・マリヨット：ダイアナ・ウィンヤード
- ロバート・マリヨット（夫）：クライヴ・ブルック
- エドワード・マリヨット（長男）：John Warburton
- ジョーイ・マリヨット（次男）：フランク・ロートン

- マーガレット・ハリス：Irene Browne
- エディス・ハリス（娘）：マーガレット・リンゼイ

- エレン・ブリッジス：ウナ・オコナー
- アルフレッド・ブリッジス（夫）：ハーバート・マンディン
- ファニー・ブリッジス（娘）：ウルスラ・ジーンズ

- ベティ・グレイブル（ノンクレジット）

## スタッフ
- 監督：フランク・ロイド
- 製作：フランク・ロイド、ウィンフィールド・R・シーハン
- 脚色：レジナルド・バークレー
- 撮影：アーネスト・パーマー
- 編集：マーガレット・クランシー（ノンクレジット）
- 美術：ウィリアム・S・ダーリング
- 衣裳：アール・リュイック